# Saint-Georges-sur-Fontaine
Saint-Georges-sur-Fontaine är en kommun i departementet Seine-Maritime i regionen Normandie i norra Frankrike. Kommunen ligger i kantonen Clères som tillhör arrondissementet Rouen. År 2022 hade Saint-Georges-sur-Fontaine 927 invånare.

## Befolkningsutveckling
Antalet invånare i kommunen Saint-Georges-sur-Fontaine
| Referens: INSEE |